# Янг, Джозеф
Джозеф Майкл Янг или Джо Янг (англ. Joseph Michael Young; родился 27 июня 1992 года в Хьюстоне, штат Техас, США) — американский баскетболист, выступающий за клуб Китайской баскетбольной ассоциации «Нанкин Манки Кинг». Играет на позициях разыгрывающего и атакующего защитника и тяжёлого форварда. На студенческом уровне выступал за команды NCAA «Хьюстон Кугэрз» и «Орегон Дакс». Сын бывшего баскетболиста Майкла Янга. В 2015 году был выбран в третью команду All-American, а также стал лучшим игроком года конференции Pac-12. На драфте НБА 2015 года был выбран под общим 43-м номером командой «Индиана Пэйсерс».

## Профессиональная карьера

### Индиана Пэйсерс (2015—2018)
25 июня 2015 года на драфте НБА 2015 года Янг был выбран во втором раунде под общим 43-м номером клубом «Индиана Пэйсерс». Принял участие в турнире Летняя лига НБА 2015, в котором лидировал по количеству набранных очков (22,5 очка за матч), а также был включен в символическую сборную турнира. По итогам турнира 14 июля подписал профессиональный контракт на четыре года с зарплатой $4 млн.

## Личная жизнь
Отец Джозефа, Майкл Янг также являлся профессиональным баскетболистом, является автором третьего результата в истории колледжа по очкам в команде «Хьюстон Кугэрз». Также его игровой номер является одним из пяти изъятых из обращения номеров. В дальнейшем занялся изучением социологии. Его старший брат Джейкоб выступает за Университет штата Техас. Двоюродный брат — Пол Джордж.

## Статистика

### Статистика в НБА
| Сезон                                                                                    | Команда | Регулярный сезон | Регулярный сезон | Регулярный сезон | Регулярный сезон | Регулярный сезон | Регулярный сезон | Регулярный сезон | Регулярный сезон | Регулярный сезон | Регулярный сезон | Регулярный сезон | Серия плей-офф | Серия плей-офф | Серия плей-офф | Серия плей-офф | Серия плей-офф | Серия плей-офф | Серия плей-офф | Серия плей-офф | Серия плей-офф | Серия плей-офф | Серия плей-офф |
| Сезон                                                                                    | Команда | GP               | GS               | MPG              | FG%              | 3P%              | FT%              | RPG              | APG              | SPG              | BPG              | PPG              | GP             | GS             | MPG            | FG%            | 3P%            | FT%            | RPG            | APG            | SPG            | BPG            | PPG            |
| ---------------------------------------------------------------------------------------- | ------- | ---------------- | ---------------- | ---------------- | ---------------- | ---------------- | ---------------- | ---------------- | ---------------- | ---------------- | ---------------- | ---------------- | -------------- | -------------- | -------------- | -------------- | -------------- | -------------- | -------------- | -------------- | -------------- | -------------- | -------------- |
| 2015/16                                                                                  | Индиана | 41               | 0                | 9,4              | 36,7             | 21,7             | 80,0             | 1,2              | 1,6              | 0,4              | 0,0              | 3,8              | 4              | 0              | 2,5            | 37,5           | 25,0           | 100,0          | 0,3            | 0,3            | 0,0            | 0,0            | 2,3            |
| 2016/17                                                                                  | Индиана | 33               | 0                | 4,1              | 36,1             | 21,7             | 73,3             | 0,5              | 0,5              | 0,1              | 0,0              | 2,1              | Не участвовал  | Не участвовал  | Не участвовал  | Не участвовал  | Не участвовал  | Не участвовал  | Не участвовал  | Не участвовал  | Не участвовал  | Не участвовал  | Не участвовал  |
| 2017/18                                                                                  | Индиана | 53               | 1                | 10,5             | 43,0             | 37,9             | 75,9             | 1,2              | 0,7              | 0,3              | 0,0              | 3,9              | 1              | 0              | 3,0            | -              | -              | -              | 0,0            | 0,0            | 0,0            | 0,0            | 0,0            |
|                                                                                          | Всего   | 127              | 1                | 8,5              | 39,3             | 29,6             | 76,8             | 1,0              | 0,9              | 0,3              | 0,0              | 3,4              | 5              | 0              | 2,6            | 37,5           | 25,0           | 100,0          | 0,2            | 0,2            | 0,0            | 0,0            | 1,8            |
| Наведите курсор мыши на аббревиатуры в заголовке таблицы, чтобы прочесть их расшифровку. |         |                  |                  |                  |                  |                  |                  |                  |                  |                  |                  |                  |                |                |                |                |                |                |                |                |                |                |                |

### Статистика в NCAA
| Сезон | Команда | Conf    | Class   | GP  | GS  | MPG  | FG%  | 3P%  | FT%  | RPG | APG | SPG | BPG | PPG  |
| --- | ------- | ------- | ------- | --- | --- | ---- | ---- | ---- | ---- | --- | --- | --- | --- | ---- |
| 2011/12 | Хьюстон | CUSA    | FR      | 30  | 16  | 30,1 | 41,6 | 38,2 | 83,7 | 3,6 | 2,4 | 0,9 | 0,2 | 11,3 |
| 2012/13 | Хьюстон | CUSA    | SO      | 32  | 30  | 32,8 | 45,8 | 42,0 | 87,5 | 3,5 | 2,5 | 0,6 | 0,0 | 18,0 |
| 2013/14 | Орегон  | Pac-12  | JR      | 34  | 34  | 31,1 | 48,0 | 41,5 | 88,1 | 2,8 | 1,9 | 1,3 | 0,0 | 18,9 |
| 2014/15 | Орегон  | Pac-12  | SR      | 36  | 35  | 36,7 | 44,8 | 35,7 | 92,5 | 4,4 | 3,8 | 1,1 | 0,0 | 20,7 |
| Всего | Всего   | Всего   | Всего   | 132 | 115 | 32,8 | 45,3 | 39,0 | 88,6 | 3,6 | 2,7 | 1,0 | 0,1 | 17,5 |
| Хьюстон | Хьюстон | Хьюстон | Хьюстон | 62  | 46  | 31,5 | 44,0 | 40,2 | 86,6 | 3,5 | 2,4 | 0,7 | 0,1 | 14,8 |
| Орегон | Орегон  | Орегон  | Орегон  | 70  | 69  | 34,0 | 46,1 | 38,1 | 90,0 | 3,7 | 2,9 | 1,2 | 0,0 | 19,8 |
| Наведите курсор мыши на аббревиатуры в заголовке таблицы, чтобы прочесть их расшифровку Статистика приведена с сайта sports-reference.com |         |         |         |     |     |      |      |      |      |     |     |     |     |      |